# 平良千春
平良 千春（たいら ちはる、1977年6月21日 ‐ ）は、日本の女優。長崎県出身。旧芸名は長崎 萠（ながさき もえ、※萌ではなく萠が正しい表記）。身長154cm。血液型B型。特技は、火吹き・殺陣。現在はMILLENNIUM PROに所属。

## 略歴
1994年4月3日、ナムコワンダーエッグで行われた「リスキージュエル・イメージガールコンテスト」でイメージガールに選出。両親を説得して上京し、「長崎萠」という芸名でデビュー。SNKの格闘ゲーム『THE KING OF FIGHTERS '95』のヒロインの一人、麻宮アテナ役で人気となり、『炎と嵐』でソニーレコードからCDデビューした（キャラクターソングはそれまでもあったが、本人名義は初）。
現在は平良千春と改名し、主に舞台演劇で活動。

## 出演

### テレビドラマ
- 火曜サスペンス劇場「津軽弘前殺人事件」（日本テレビ、1998年2月24日） - 鈴木朱美 役
- ジェリーインザメリーゴーラウンド（テレビ東京、1998年4月 - 6月） - 南れんげ 役

※上記2作品は「長崎萠」時代。
- 雨と夢のあとに 第10話（テレビ朝日、2005年6月17日） - レポーター 役
- アンフェア 第6話（フジテレビ、2006年2月14日） - 受付嬢 役
- 西遊記 第9話（フジテレビ、2006年3月6日）
- 小早川伸木の恋（フジテレビ、2006年）
- サプリ（フジテレビ、2006年）
- だめんず・うぉ〜か〜 第7話（テレビ朝日、2006年11月30日） - レポーター 役
- アテンションプリーズ「特別編」（フジテレビ、2007年1月13日） - 若い母親 役
- プロポーズ大作戦 第1話・最終話（フジテレビ、2007年4月 - 6月） - 受付嬢 役
- わたしたちの教科書 第1話（フジテレビ、2007年4月12日） - 看護士 役
- 百鬼夜行抄 第10話（日本テレビ、2007年） - 看護師 役
- 山おんな壁おんな 第9話（フジテレビ、2007年8月30日） - ショップ店員 役
- SP 第9話（フジテレビ、2008年1月12日） - レポーター 役
- RHプラス 第4話（U局、2008年1月25日） - 料亭の配膳係 役
- ハチミツとクローバー 第6話（フジテレビ、2008年2月12日） - 記者 役
- コード・ブルー -ドクターヘリ緊急救命- 第2話（フジテレビ、2008年7月10日） - 妊婦 役
- 上海タイフーン 第1話（NHK、2008年9月13日） - OL 役
- 世にも奇妙な物語 秋の特別編〜死後婚〜（フジテレビ、2008年9月23日） - 幽霊 役
- 我はゴッホになる! 〜愛を彫った男・棟方志功とその妻〜（フジテレビ、2008年10月25日）
- オトメン（乙男）（フジテレビ、2009年8月8日）
- TOKYO コントロール（フジテレビ、2011年）
- ガラスの家（NHK、2013年） - 澁澤美由紀 役

### テレビ番組
- ミュージックジャンプ（NHK-BS2、1997年7月）
- 第12回長崎歌謡祭予選決勝大会（NBC、1997年9月）
- 真夜中の王国（NHK-BS2、1997年9月）
- アイドル王（TBS、1997年9月 - 10月）
- おつむのオムツ（TVK、1998年2月）
- あらぶんちょ!（東京ケーブルネットワーク、2002年10月 - ）

※上記作品は「長崎萠」時代。
- ゴゴイチ! 〜SPACE SHOWER CHART SHOW〜 第6話（スペースシャワーTV、2005年1月） - 受付嬢 役

### 映画
- お父さんのバックドロップ（2004年10月9日公開）
- 誰も守ってくれない（2009年1月24日公開）
- 優しい初夏の日　主演（第8回　中之島映画祭グランプリ）

### PV
- GOING UNDER GROUND「同じ月を見てた」

### CM
- イオン歯ブラシ「口臭快道」「帰り道」（1997年9月）
- ミニストップ「産地あじわい弁当」「遊びに行こうよ」（1997年10月）

※上記作品は「長崎萠」時代。
- 大洋薬品工業（現・武田テバファーマ）「ジェネリック医薬品」（2006年）
- 日興コーディアル証券（現・SMBC日興証券）「FA募集広告」（2007年）

### CD
- MY LOVE -勇気を出して-〔THE KING OF FIGHTERS'95 ARRANGE SOUND TRAX〕（1995年9月21日発売）
- MY TRUTH〔「ガルフォース〜ザ・レヴォリューション」ヴォーカル・コレクション〕（1996年10月2日発売）
- 炎と嵐（1997年4月21日発売、ソニーレコード）
- 帰り道（1997年9月21日発売、ソニーレコード）
- しあわせの隣り（2000年6月21日発売、ブルースターレコード）

※上記作品は「長崎萠」時代。

### DVD
- 長崎萠の突撃!コスプレ大辞典（2000年10月25日発売）

※上記作品は「長崎萠」時代。
- お父さんのバックドロップ（2005年4月22日発売）
- 雨と夢のあとに（2005年9月22日発売）
- サプリ（2006年12月22日発売）
- 百鬼夜行抄 VOL.1 第十抄「凍える影」（2007年6月27日発売）
- タンバリン芸人　ゴンゾ−（2010年8月27日発売）

### ラジオ
- 長崎萠 M'S GARDEN（TBSラジオ）
- VA探偵局ラジメージュ「ガルフォース分室」（文化放送）
- もえもえラジメージュ（文化放送）
- 桜井智CHERRY PRINCESS「もやもへコーナー」（東海ラジオ）
- さこみちよのドッキン玉手箱（FM世田谷）

※上記作品は「長崎萠」時代。

### 声優
- ザ・キング・オブ・ファイターズ95 （麻宮アテナ[1][3]、デビュー作）
- ガルフォース・ザ・レボリューション（キャティ）

※上記2作品は「長崎萠」時代。

### 写真集
- もえもえ（1999年11月25日発売、新潮社）

※上記1作品は「長崎萠」時代。

### 表紙
- コンプティーク（1997年5月号、角川書店）

※上記1作品は「長崎萠」時代。